# Bulbophyllum perii
Bulbophyllum perii är en orkidéart som beskrevs av Rudolf Schlechter. Bulbophyllum perii ingår i släktet Bulbophyllum och familjen orkidéer. Inga underarter finns listade i Catalogue of Life.